# 연제중학교
연제중학교(蓮堤中學校)는 대한민국 부산광역시 연제구 연산동에 있는 공립 중학교이다.

## 학교 연혁
- 1984년 12월 29일 : 동명여자중학교 설립인가
- 1985년 3월 1일 : 동명초등학교 임시 교사에서 개교, 초대 정성수 교장 취임
- 1985년 3월 5일 : 개교 및 입학식 거행(11학급)
- 1988년 2월 12일 : 제1회 졸업식 거행 (졸업생 701명)
- 2000년 3월 1일 : 연제중학교로 교명 변경 (남녀공학 실시로 인함)
- 2016년 3월 1일 : 안전교육 연구학교 운영(~2018.02.28.)
- 2018년 3월 1일 : 진로교육 집중학년제 선도학교 운영
- 2020년 3월 1일 : 부산다행복학교 1기 운영(~2024.02.28.)
- 2023년 3월 1일 : 제15대 이경희 교장 취임
- 2024년 3월 1일 : 부산다행복학교 2기 운영(~2028.02.29.)
- 2025년 2월 6일 : 제38회 졸업식 93명 졸업(누계 13,598명)
- 2025년 3월 4일 : 제41회 입학식 137명 입학

## 참고 자료
- 연제중학교 - 한국교육학술정보원 학교알리미